# Théodore Hannon
Pour les articles homonymes, voir Hannon.
Ne doit pas être confondu avec Théo Hannon.
Théodore Hannon, dit Théo Hannon, né à Ixelles le 1er octobre 1851 et mort à Etterbeek le 7 avril 1916, est un poète et peintre belge. Il est le fils du médecin et botaniste Joseph-Désiré Hannon et le frère du photographe Édouard Hannon et de la mycologue Mariette Rousseau (1850-1926).

## Biographie
Il est le second enfant de Joseph-Désiré Hannon (1822-1870), docteur en sciences naturelles et docteur en médecine, professeur à l'Université libre de Bruxelles. À la mort de celui-ci le 23 août 1870, Ernest Rousseau (1831-1908), professeur de physique à l'ULB, devient le tuteur de Théodore et du reste de la fratrie : Marie-Sophie, dite Mariette (1850-1926), future mycologue et future épouse d'Ernest Rousseau, ainsi qu'Édouard Hannon (1853-1931), futur ingénieur et pionnier de la photographie artistique belge.
Après avoir terminé ses humanités au Collège de Nivelles en 1870, il s’inscrit à l’Université libre de Bruxelles (ULB) en sciences (1870-1871), puis en médecine (1871-1873), mais ne termine aucun des deux programmes. Il finit par rentrer à l'Académie royale des beaux-arts de Bruxelles et prend pour maître Camille Van Camp. Il devient membre de la Société libre des beaux-arts, puis de la Société internationale des Aquafortistes fondée par Félicien Rops. Théodore Hannon entretien avec ce dernier une longue correspondance, à partir de 1875, jusqu’à la mort de F. Rops en 1898. Leurs nombreux échanges témoignent d’une relation d’amitié entre les deux hommes, qui échangent régulièrement sur leurs travaux respectifs, ainsi que sur leur vie privée. Félicien Rops a réalisé plusieurs illustrations et eaux-fortes pour les œuvres de Théodore Hannon.   
À l'Académie, Théo se lie d'amitié avec le jeune James Ensor et, vers 1880, le présente à sa sœur Mariette et son mari Ernest Rousseau, qui l'introduiront dans les milieux artistiques et intellectuels de la capitale. Théodore Hannon entretient des relations amicales avec de nombreuses personnes évoluant dans les mondes artistiques et littéraires parisiens et bruxellois, dont Joris-Karl Huysmans et Henry Céard.
En 1875, membre fondateur d'un nouveau groupe anticonformiste : La Chrysalide. La même année, il participe au lancement et à la rédaction de la revue L’Artiste (1875-1878),, dont il devient rédacteur en chef en janvier 1877. La revue s’ancre alors davantage dans le naturalisme et bénéficie d’un frontispice réalisé par Félicien Rops affichant les mots "naturalisme" et "modernité". En 1878, Théodore Hannon démissionne de sa charge de rédacteur en chef de la revue.   
Si, pour Hannon, il était autant peintre que poète, c’est pourtant pour son œuvre littéraire qu’il va être connu. En 1874, il publie sous le pseudonyme de Rouge, jaune, noir, quelques vers dans le Journal des Étudiants. En 1876, il publie une de ses premières œuvres littéraires Les vingt-quatre coups de sonnet, éditée par l'imprimeur bruxellois Félix Callewaert.  
Son œuvre majeure est Rimes de joie. L’œuvre comporte une préface de J.-K. Huysmans ainsi qu’un frontispice et trois gravures de Félicien Rops. Alors que le manuscrit est finalisé dès 1879, il n’est publié qu’en 1881 suite à des retards liés à la fois à l’éditeur Kistemaekers et à Félicien Rops. Le texte est finalement publié chez les éditeurs Gay et Doucé. Ce recueil porte sur lui l'attention et l'admiration du monde littéraire. Huysmans, surtout, voyant en lui un disciple de Charles Baudelaire, fit de lui un portrait élogieux dans À rebours.
Deux ans plus tard, il publie Au pays de Manneken-Piss chez Henry Kistemaeckers. L’année suivante, il sort une seconde édition des Rimes de joie, cette fois chez Henry Kistemaeckers et sans la préface d’Huysmans. Cette seconde édition va d’ailleurs causer de la discorde entre Rops et Hannon, le dernier ayant réutilisé une eau-forte de l’artiste sans sa permission.  
Rimes de joie est suivi de quatre autres recueils de poésie traditionnelle : Une messe de minuit, douze poèmes fantastiques correspondant à douze lithographies d'Amédée Lynen (1888); Noëls fin-de-siècle, au nombre de seize et d'inspiration fantaisiste, avec des illustrations de Lynen (1892); Au clair de la dune, un «boniment» et quarante poèmes (principalement des sonnets), ornés de gravures de Henry Cassiers, Edgar Chahine, Amédée Lynen, Ε-M. Melchers, Charles Michel, Rops, Louis Thomas (1909); et La Toison de Phryné, avec douze eaux-fortes d'Henri Thomas (1913).
Hannon publiera également de la poésie érotique et des pièces de théâtre de boulevard.  
Il est également peintre et dessinateur : ainsi, il illustra, en 1883, La Vie bête de Max Waller.
Théo Hannon est décoré des palmes académiques et de l'ordre de Léopold.
Il est inhumé au cimetière d'Ixelles. Sur sa tombe trône son buste réalisé par le sculpteur Jules Lagae.
Une partie considérable des archives et de la correspondance de Théodore Hannon est conservée à KBR, dont les lettres envoyées par T. Hannon à F. Rops entre 1875 et 1893 (ms. II 7733); ainsi que de nombreuses eaux-fortes. Les lettres envoyées par F. Rops à T. Hannon sont, quant à elles, en partie conservées aux Archives et Musée de la Littérature. La correspondance de Rops aux membres de la famille Hannon est consultable en ligne grâce au site lui étant consacré, créé par le Musée Félicien Rops à Namur,.

## Œuvres
Littéraires :
- Les vingt-quatre coups de sonnet, avec frontispice à l'eau-forte, Bruxelles, Imprimerie Félix Callewaert père, 1876 - Lire en ligne
- Rimes de joie, Bruxelles, Gay et Doucé, 1881 -  Lire en ligne
- Au pays du Manneken-Pis, Bruxelles, éditions Henry Kistemaeckers, 1883 - Disponible à KBR
- Le Candélabre, Bruxelles, L. Hochsteyn, 1883 (opérinette, musique de Jules Klein) - Disponible à KBR
- Rimes de joie, Edition définitive (augmentée de douze pièces originales), Bruxelles, éditions Henry Kistemaeckers, 1884 - Disponible à KBR
- Pierrot macabre : ballet pantomime, chez Pierrot aîné ("Bergame"), Bruxelles, 1886 -  Lire en ligne
- Spa !!! Tout le monde descend ! : revue-opérette en trois actes et quatre tableaux, Bruxelles, Lefèvre, 1887 - Lire en ligne
- Une messe de minuit, Bruxelles, Charles Vos, 1888 (illustrations d'Amadée Lynen) - Lire en ligne
- Smylis, ballet en un acte, Bruxelles, A. Lefèvre, 1892 (musique de Léon Dubois) - Disponible à KBR
- Noëls fin-de-siècle, Bruxelles, Paul Lacomblez, 1892 (illustrations d' Amadée Lynen) - Disponible à KBR
- La Marche aux étoiles. Ombres de MM. Duyck et Crespin, Bruxelles, Ed. Monner, 1896 (avec Luc Malpertuis) - Disponible à KBR
- Bruxelles en chair et en noces !!! Revue-opérette en 3 actes et 10 tableaux, représentée au théâtre de la Scala. Couplets, Bruxelles, imprimerie du Messager de Bruxelles, 1898 - Disponible à KBR
- Au clair de la dune : poèmes, éditions Dorbon Ainé, Paris (1909) - Lire en ligne* Couplets de Olymp... y a du monde! : revue de printemps en 2 actes et un prologue, Bruxelles, imprimerie Veuve G. Masure, 1901 (musique arrangée par M. Belery)  - Disponible à KBR
- Au clair de la dune : poèmes, éditions Dorbon Ainé, Paris (1909) - Lire en ligne* Au clair de la dune : poèmes, éditions Dorbon Ainé, Paris (1909) - Lire en ligne
- La Toison de Phryné, Paris, Dorbon Ainé ; Bruxelles, livre en souscription à l'agence Dechenne, 1913 (illustrations de Henri Thomas) - Disponible à KBR

Iconographiques : 
- La Camera Obscura près de la petite plage d'Ostende (vers 1880), peinture conservée au musée des Beaux-Arts d'Ostende.
- Eau-forte pour Paul Alexis, Le collage, Bruxelles, Henry Kistemaeckers, 1883.
- Eau-forte pour Max Waller, La Vie bête, Bruxelles, Edition de bibliophile, 1883.

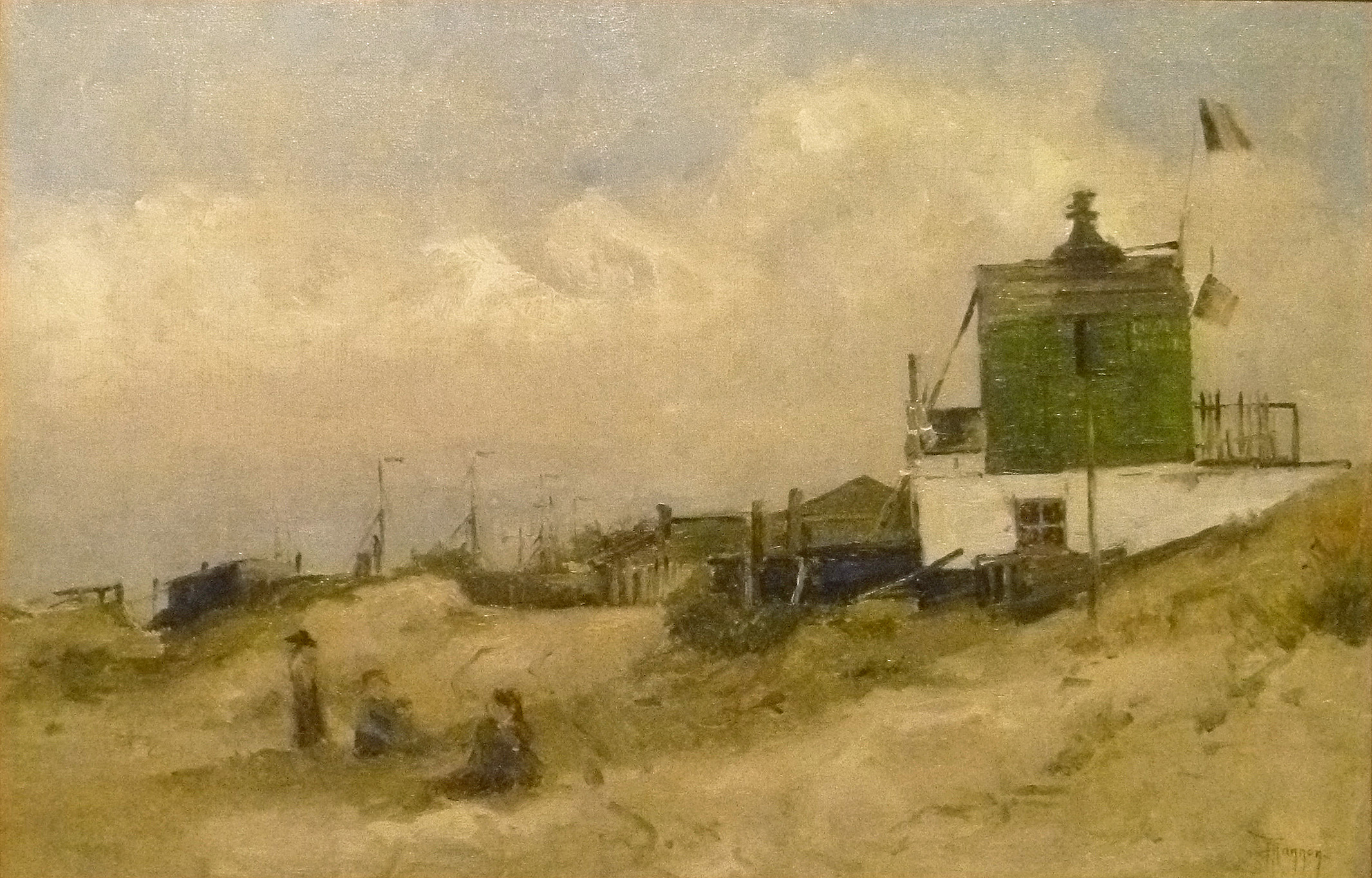
La Camera Obscura près de la petite plage d'Ostende (vers 1880).
- Au clair de la dune (1909).

## Distinction
- Chevalier de l'ordre de Léopold (19 mars 1903)[10].